# آن كولينز
آن كولينز (بالإنجليزية: Ann Collins)‏ هي رسامة أمريكية، ولدت في 29 أبريل 1916 في لايونز في الولايات المتحدة، وتوفي بنفس المكان في 6 يناير 1999.